# Стоклос, Рэнди
Рэнди Стоклос (англ. Randy Stoklos; род. 1960) —  бывший  американский  профессиональный игрок в пляжный волейбол.

## Карьера
Он является первым игроком, кто смог заработать $1,000,000  призовых  в пляжном волейболе (всего на его счету около двух миллионов). Рэнди Стоклос выиграл один чемпионат США и пять Мировых туров (первый из которых был неофициальным) в паре с Синджином Смитом (род. 1957). Стоклос четырежды одерживал победу на Manhattan Beach Open —  единственном в мире турнире по пляжному волейболу, где любители и профессионалы соревнуются наравне. В 1990 году Стоклос и Смит сыграли пляжных волейболистов в спортивной комедии   «Переход подачи».  Активную карьеру игрока завершил в 1997 году.
С 2008 года —  член  Волейбольного Зала Славы.